# Pedicia
Pedicia är ett släkte av tvåvingar. Pedicia ingår i familjen hårögonharkrankar.

## Bildgalleri

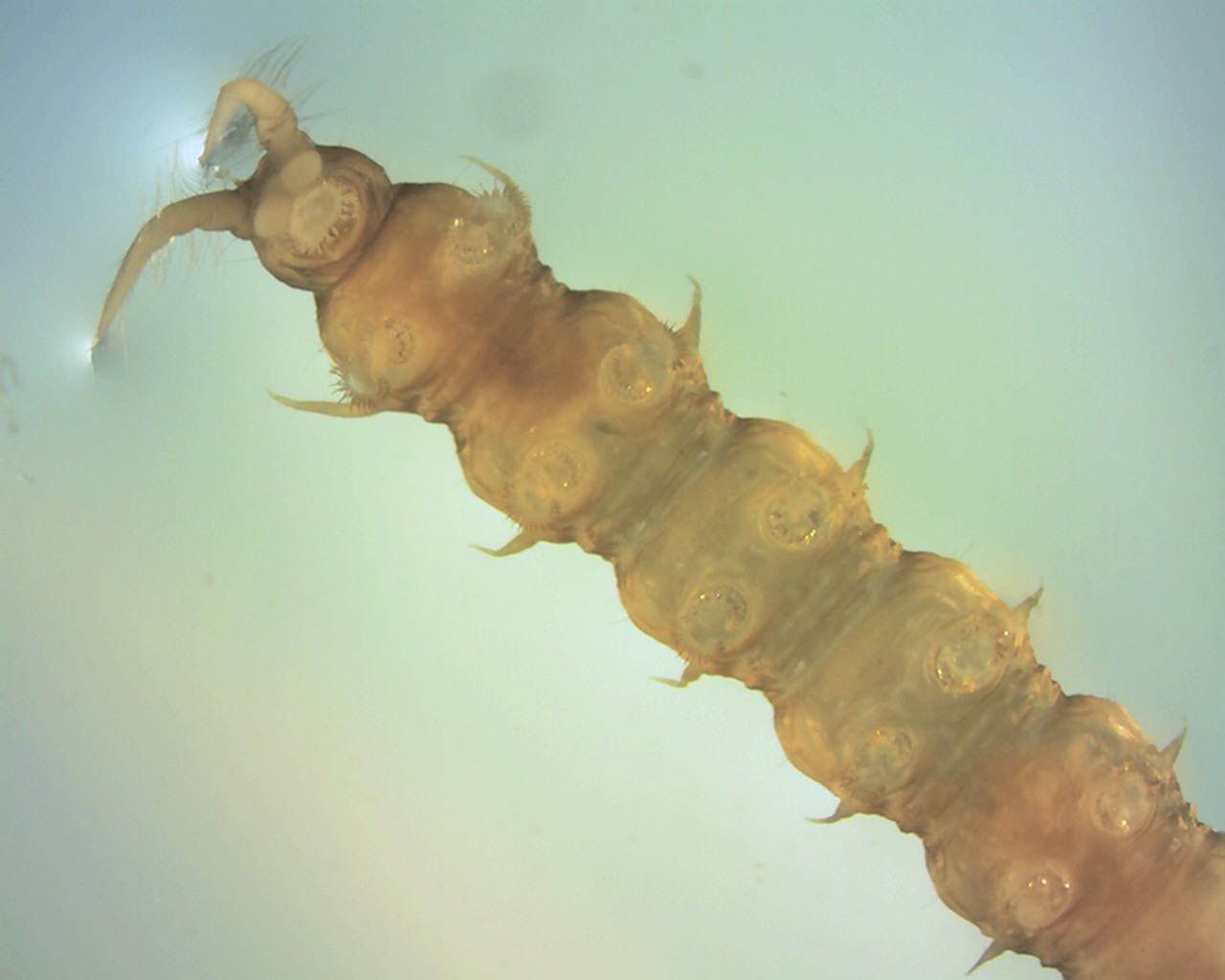
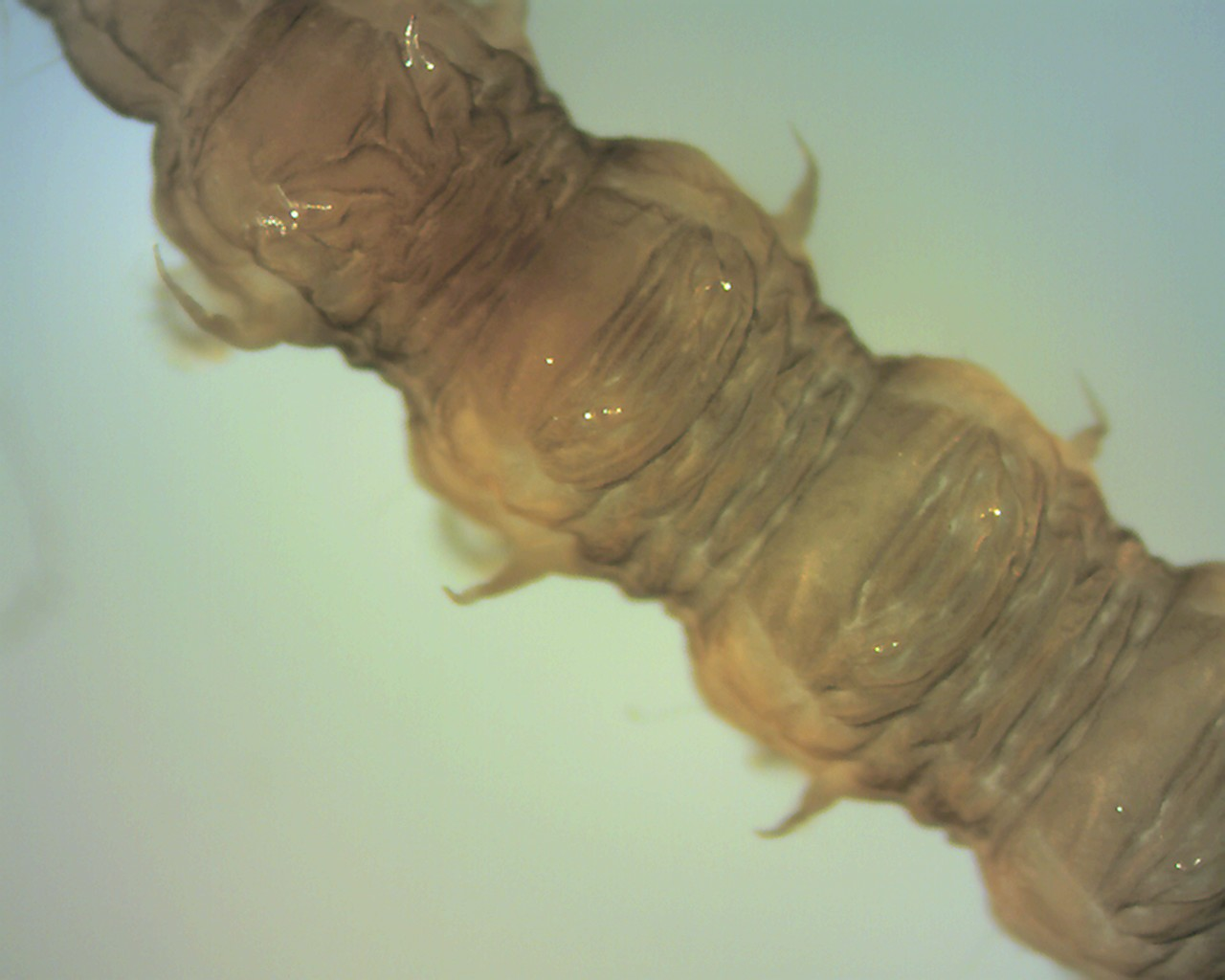
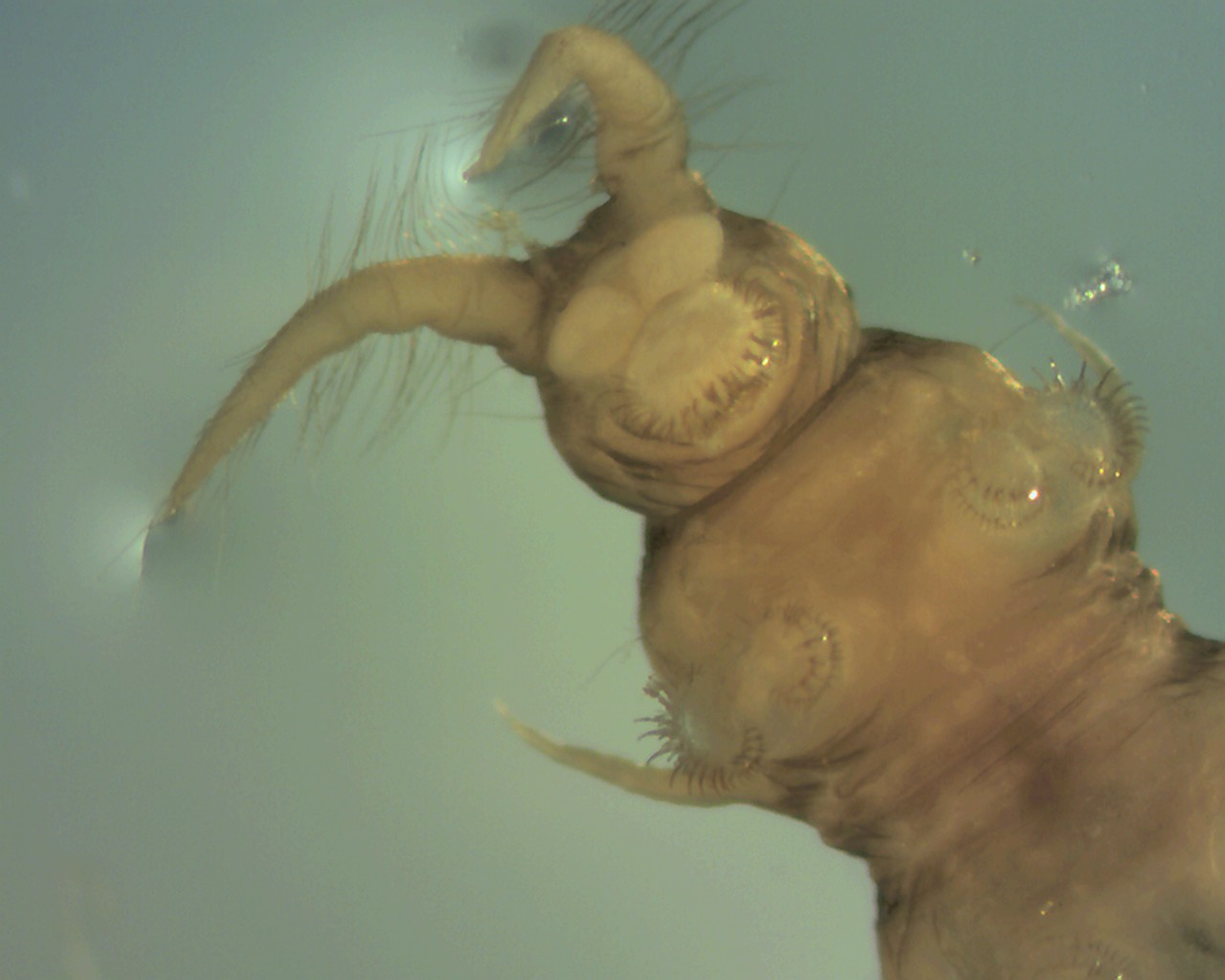
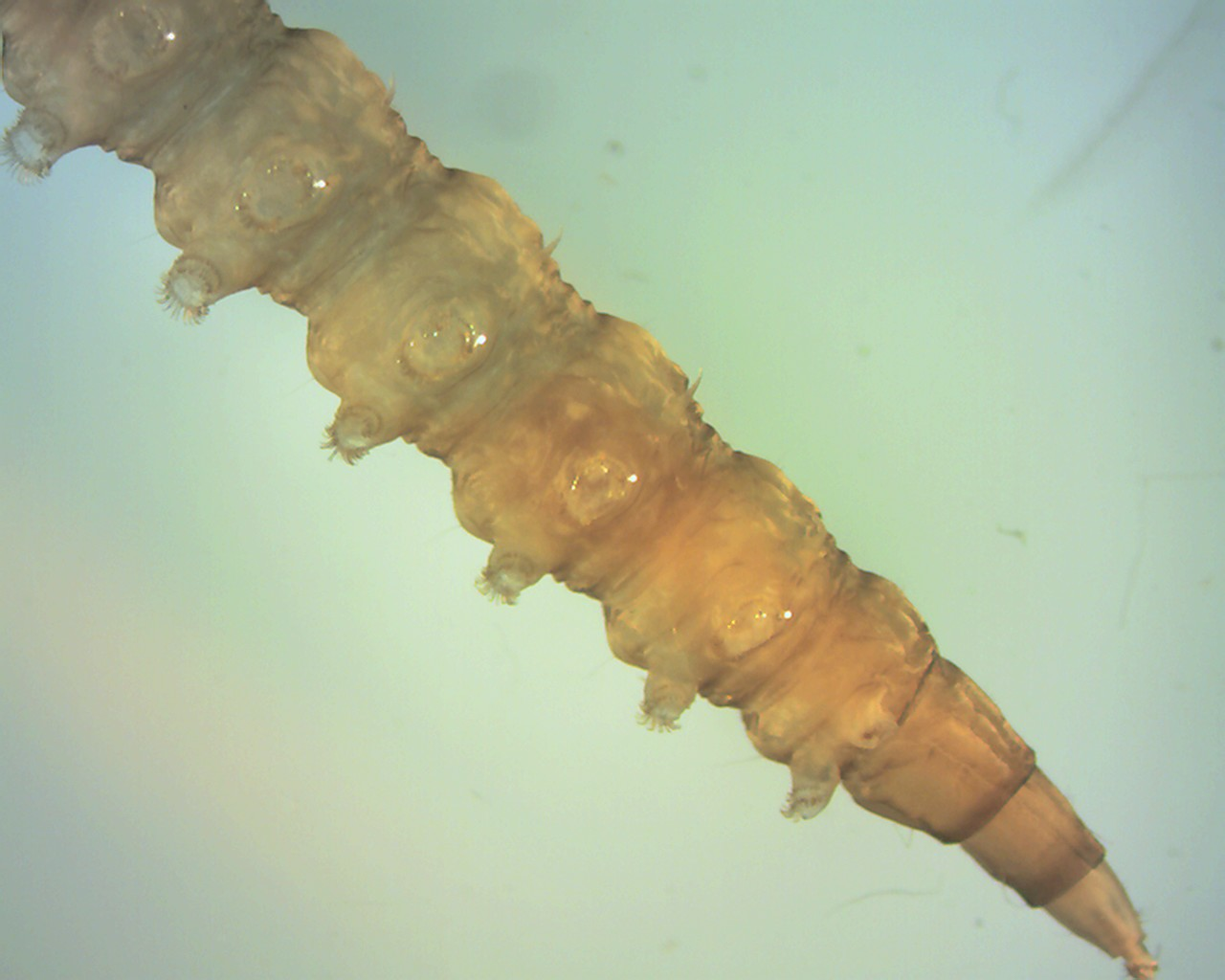
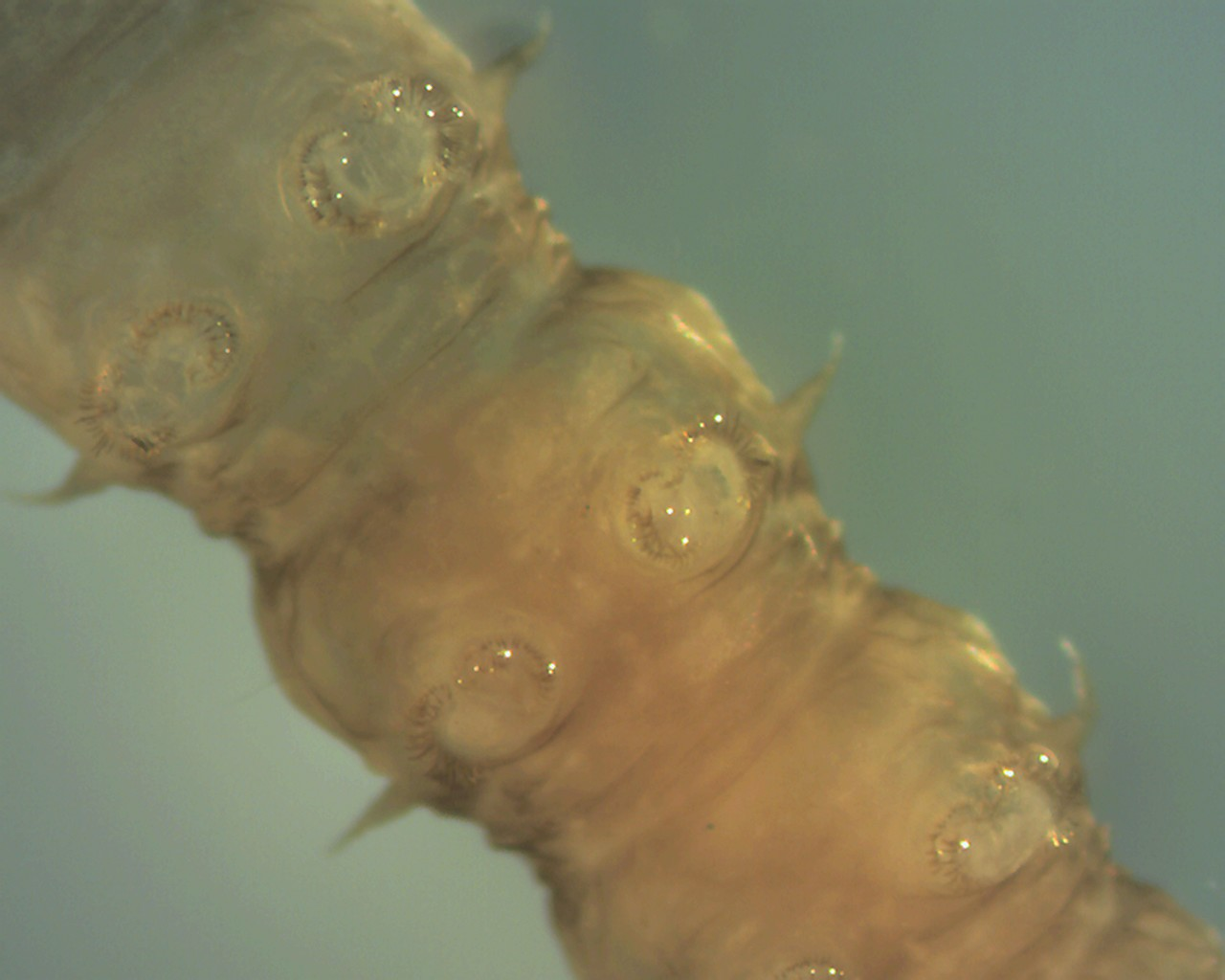
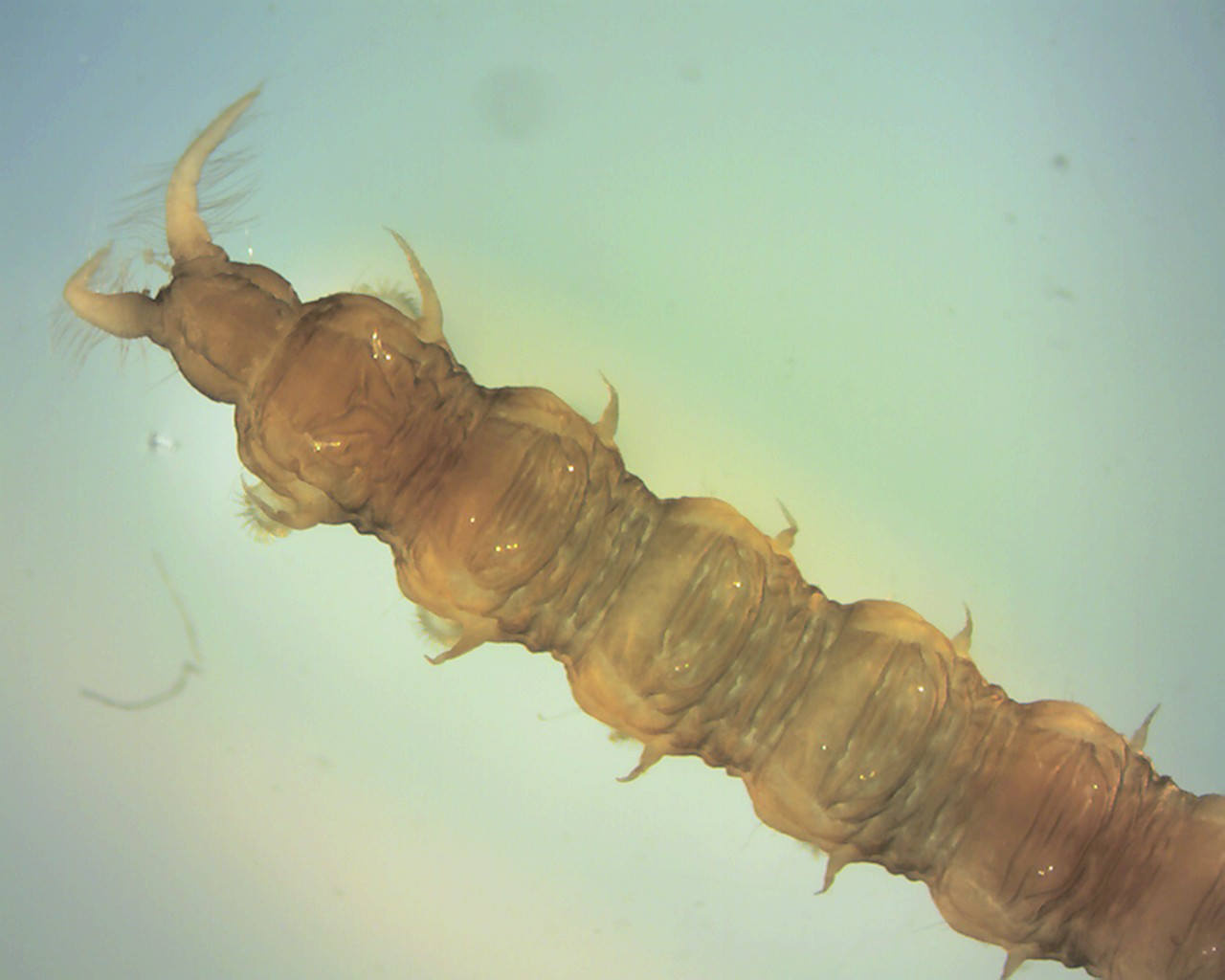

## Dottertaxa tillPedicia, i alfabetisk ordning[1][2]
- Pedicia albivitta
- Pedicia apusenica
- Pedicia arctica
- Pedicia baikalica
- Pedicia bellamyana
- Pedicia brachycera
- Pedicia cockerelli
- Pedicia contermina
- Pedicia cubitalis
- Pedicia daimio
- Pedicia depressiloba
- Pedicia dispar
- Pedicia falcifera
- Pedicia fimbriatula
- Pedicia gaudens
- Pedicia gifuensis
- Pedicia goldsworthyi
- Pedicia grandior
- Pedicia issikiella
- Pedicia kuwayamai
- Pedicia laetabilis
- Pedicia lewisiana
- Pedicia littoralis
- Pedicia lobifera
- Pedicia magnifica
- Pedicia margarita
- Pedicia nawai
- Pedicia nielseni
- Pedicia norikurae
- Pedicia obtusa
- Pedicia occulta
- Pedicia pallens
- Pedicia pallida
- Pedicia parvicellula
- Pedicia patens
- Pedicia persica
- Pedicia procteriana
- Pedicia riedeli
- Pedicia rivosa
- Pedicia semireducta
- Pedicia seticauda
- Pedicia setipennis
- Pedicia simulata
- Pedicia spinifera
- Pedicia staryi
- Pedicia straminea
- Pedicia subfalcata
- Pedicia subobtusa
- Pedicia subtransversa
- Pedicia tenuiloba
- Pedicia tjederi
- Pedicia vetusta
- Pedicia zangheriana
- Pedicia zernyi